# Automat

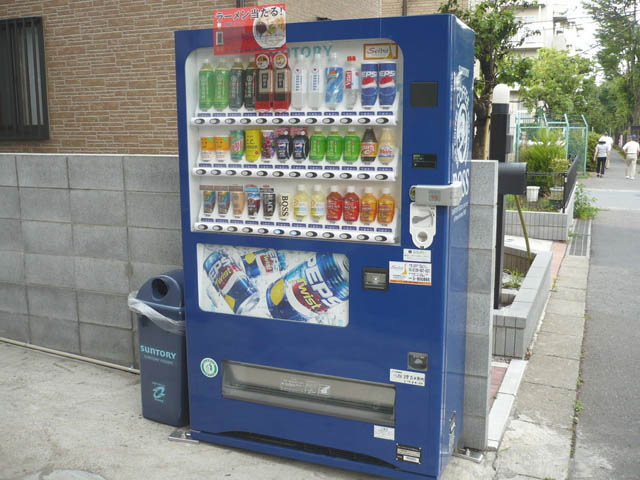
Varuautomat för läskedrycker (Japan)

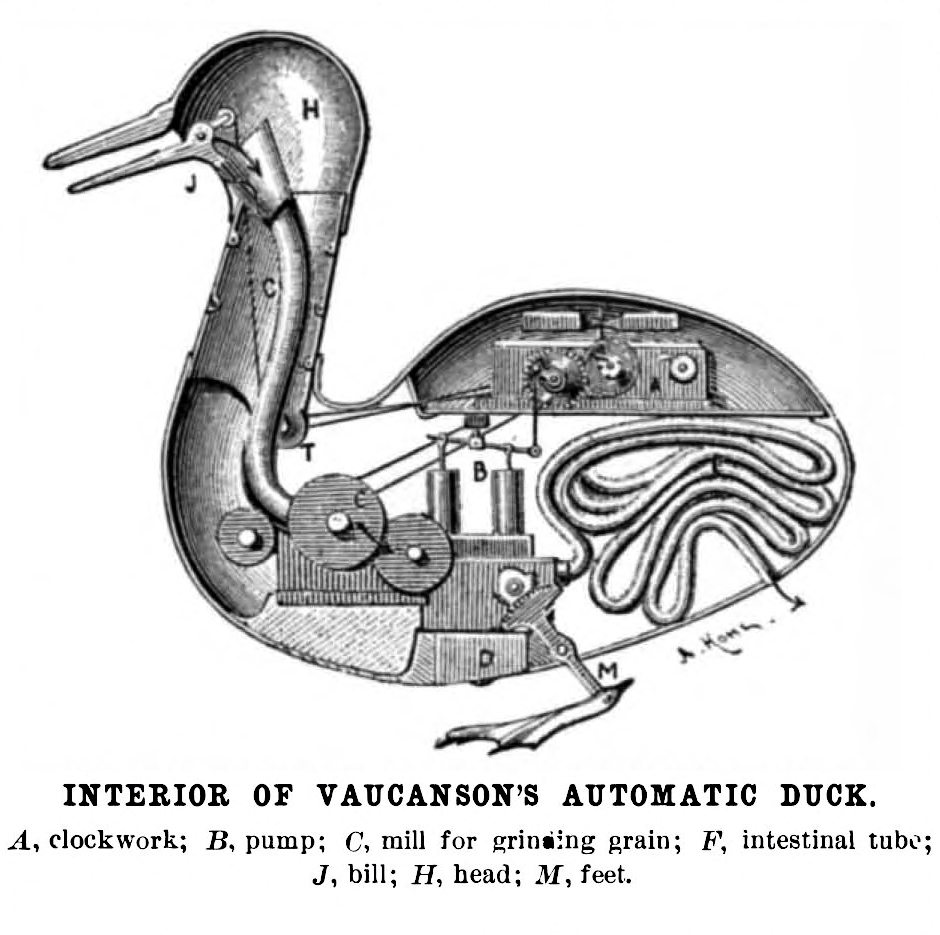
Jacques de Vaucansons matsmältande anka från 1739

Automat (grekiska automatos, frivillig, självgående) benämning för en obemannad maskin, oftast på allmän plats, som tillhandahåller varor och tjänster.

## Historiska automater
En maskin, i vilken rörelsemekanismen är undandold för åskådaren på ett sådant sätt, att rörelserna tycks bestämda av en egen vilja hos det föremål maskinen föreställer (se även android). 
En av P. Everitt i London konstruerad försäljningsapparat, i vilken genom varje däri nedsläppt mynt av bestämd vikt en spärrhake utlöstes och den på det viset i verksamhet försatta mekanismen avlämnade ett stycke av den vara, som köpet gällde (cigarrer, choklad, drycker, parfymer,
tidskrifter, tidningar, järnvägsbiljetter, vykort, frimärken o.s.v.)
Matställe där gästen själv serverade sig ur sådan för ändamålet konstruerad apparat. Sådana matställen, automatrestauranger inrättades med framgång i flera storstäder. Den första automat av detta slag i Stockholm öppnades 1899.

## Typer av automater
- Bankomater
- Varuautomater
- Spelautomater
- Androider
- Robotar